# Gaṇḍakī
Gaṇḍakī (गण्डकी in lingua nepalese, occidentalizzato in Gandaki) è una ex zona amministrativa del Nepal. Come tutte le zone è stata soppressa nel 2015.
Faceva parte della Regione di Sviluppo Occidentale e prende il nome dall'omonimo fiume che l'attraversa. Il suo centro più importante è la città di Pokhara. Sono autoctone della Zona diverse peculiari culture, alcune delle quali, come quella dei Gurung, sono diventate famose per i loro guerrieri, inquadrati dall'esercito britannico nella brigata Gurkha.

## Geografia antropica

### Suddivisioni amministrative
La zona di Gaṇḍakī si suddivide in 6 distretti:
| Distretti | Capitali  |
| --------- | --------- |
| Gorkha    | Gorkha    |
| Kaski     | Pokhara   |
| Lamjung   | Besisahar |
| Manang    | Chame     |
| Syangja   | Syangja   |
| Tanahu    | Damauli   |